# مسجد القرين
مسجد القرين، يعتبر من المساجد القديمة في مدينة الرياض.

## موقع المسجد
يقع ضمن نطاق حملة القرين أحد احياء منفوحة، ويقع في الجهة الشرقية الشمالية.

## بناء المسجد
متوسط البناء ذو خلوة أمامية، وتُشكل مساحته الكلية أكثر من 500 متر مربع، ويقع في زاويته الجنوبية الشرقية مدرسة تابعة له، ويصلي في هذا المسجد أهالي الحي بالإضافة إلى أهالي الحي الآخر المعروف بحي الطويل الذي يقع بالجنوب منه، وتقام فيه صلاة الجماعة باستثناء صلاة الجمعة التي تقام في جامعي منفوحة والرياض، وفي منتصف التسعينات الهجرية تم بناء المسجد بناءً مسلحاً بعد إزالة المبنى الطيني، وقد قام ببناء المسجد الشيخ إبراهيم بن منيع، ولا يزال يُقام فيه الصلوات بعد إدخال الكثير من التحسينات عليه.

## ائمة المسجد ومؤذنيه
- أسرة آل رضيان من أقدم أسر حي منفوحة التي قامت بإمامة المسجد أكثر من قرن ونصف، ومنهم الشيخ عيسى بن رضيان، ثم صلى به ابنه إبراهيم وقد كان من مشاهير حملة القرآن الكريم في زمنه درس عليه وحفظ عنه الشيخ عمر بن حسن بن حسين آل الشيخ رحمهُ الله سنة 1326هـ، وقد أـقن الشيخ بن رضيان القرآن حفظاً وتجويداً حيث قرأه على الشيخ البطيحي، والذي أشتهر بالحفظ ومعرفة قواعد التجويد لقراءته على الشيخ بن سهل والذي تلقى علم القراءات والتجويد على يد الشيخ عبد الرحمن بن حسن بن محمد بن عبدالوهاب رحمهُ الله، وممن أم بالمسجد الشيخ عبد العزيز بن رضيان ثم الشيخ عبد الرحمن الشعيبي ثم الشيخ إبراهيم بن صالح الجميزي.
- ممن أذن في مطلع القرن الرابع عشر الهجري أبو حسن الرعيدي، ثم أتى بعده محمد بن عفيصان الذي أستمر قرابة الأربعين سنة، ثم أتى بعده حمد بن عبد الله بن عبيدان، ثم أتى بعده عبد الله بن عجلان ثم الشيخ عبد العزيز بن راشد بن رضيان.[3]

## انظر ايضاً
- الرياض
- مسجد
- جامع الإمام تركي بن عبد الله
- مسجد دخنة الكبير

## وصلات خارجية
- مساجد الرياض القديمة.